# Fontanka (Ukraine)
Fontanka (ukrainisch und russisch Фонтанка) ist ein Dorf in der Oblast Odessa im Südwesten der Ukraine mit etwa 8600 Einwohnern (2024).
Das 1949 gegründete Dorf liegt an der Küste des Schwarzen Meeres 8 Kilometer östlich der Stadt Odessa. Fontanka hat eine Fläche von 4,2 km² und liegt 35 km südlich des ehemaligen Rajonzentrums Dobroslaw.
Durch das Dorf verläuft die Fernstraße M 28.

## Verwaltungsgliederung
Am 12. Juni 2020 wurde das Dorf zum Zentrum der neugegründeten Landgemeinde Fontanka (ukrainisch Фонтанська сільська громада/Fontanska silska hromada). Zu dieser zählten auch noch 4 Dörfer und 2 Ansiedlungen, bis dahin bildete es die gleichnamige Landratsgemeinde Fontanka (Фонтанська сільська рада/Fontanska silska rada) im Südwesten des Rajons Lyman.
Seit dem 17. Juli 2020 ist es ein Teil des Rajons Odessa.
Folgende Orte sind neben dem Hauptort Fontanka Teil der Gemeinde:
| Name                     | Name           | Name                               |
| ukrainisch transkribiert | ukrainisch     | russisch                           |
| ------------------------ | -------------- | ---------------------------------- |
| Kryschaniwka             | Крижанівка     | Крыжановка (Kryschanowka)          |
| Lisky                    | Ліски          | Лески (Leski)                      |
| Nowa Dofiniwka           | Нова Дофінівка | Новая Дофиновка (Nowaja Dofinowka) |
| Oleksandriwka            | Олександрівка  | Александровка (Alexandrowka)       |
| Switle                   | Світле         | Светлое (Swetloje)                 |
| Wapnjarka                | Вапнярка       | Вапнярка                           |